# 黒島 (岡山県)
黒島（くろしま）は岡山県瀬戸内市にある島。牛窓諸島の一島である。古称はムクロ島。

## 概要
前島の南西約400ｍにある島で、西に中ノ小島、端ノ小島、百尋礁と続く。このうち黒島と中ノ小島、そして端ノ小島は干潮のとき砂州が現れて陸続きになる。砂州を見学するツアーが存在する他、季節には牛窓港から専用船が出て潮干狩りができる。中央部からは貝塚や前方後円墳の黒島古墳が見つかっている。 黒島古墳は後円部の半径が40m、長さが70mほどあり4～5世紀のもの。仲哀天皇の墓だという言い伝えもあるが定かではない。岡山県はこの黒島、倉敷市の六口島、笠岡市の梶子島と3つの島を青少年の島として指定。多くの青少年を受け入れている。
かつては有人島であり、1970年代には人口30人を数え、島内には小型船の造船所もあった。しかし、電気は自家発電で、水道は井戸水を使用していた。2018年（平成30年）に無人化した。

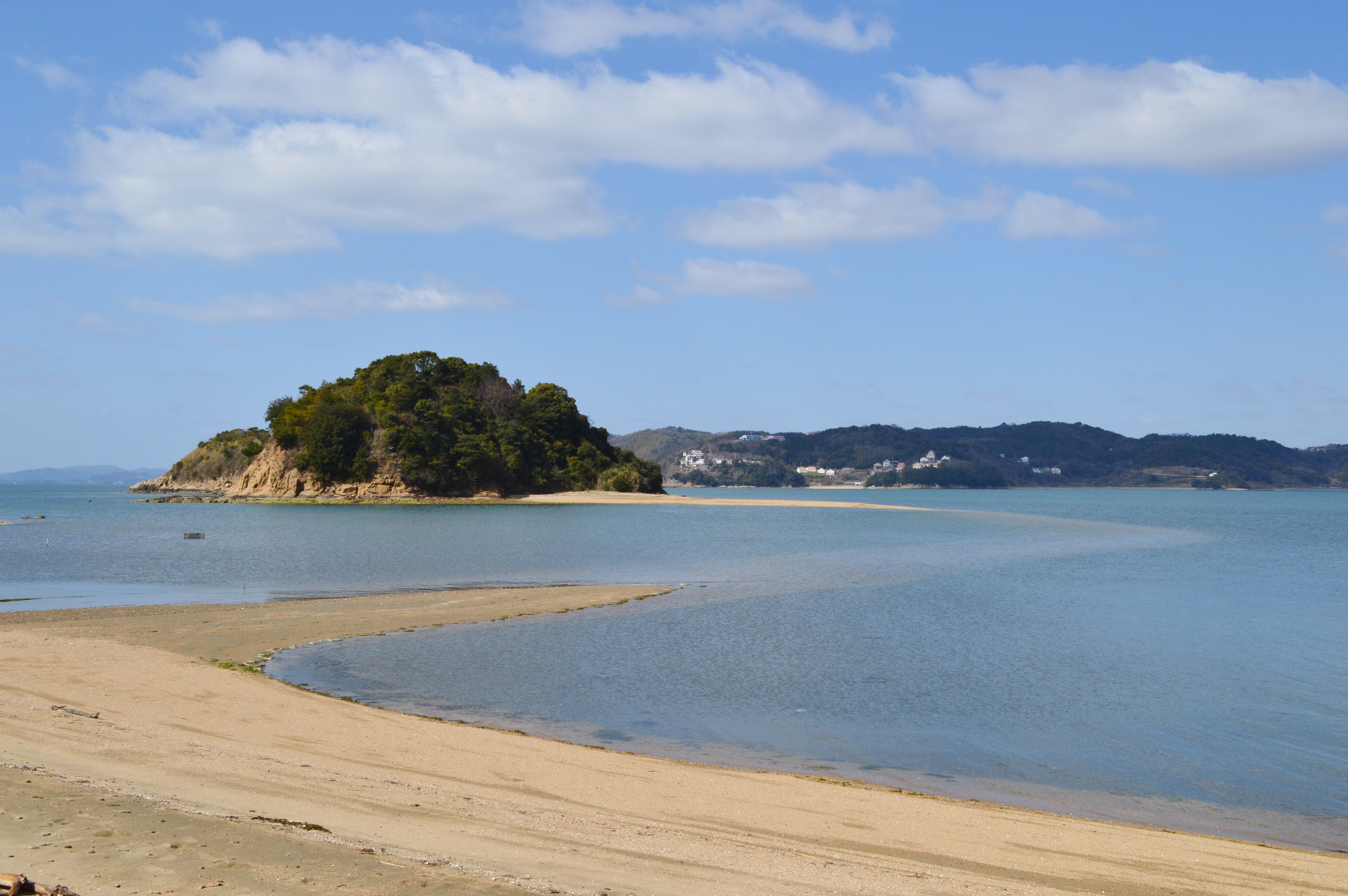
黒島ヴィーナスロード
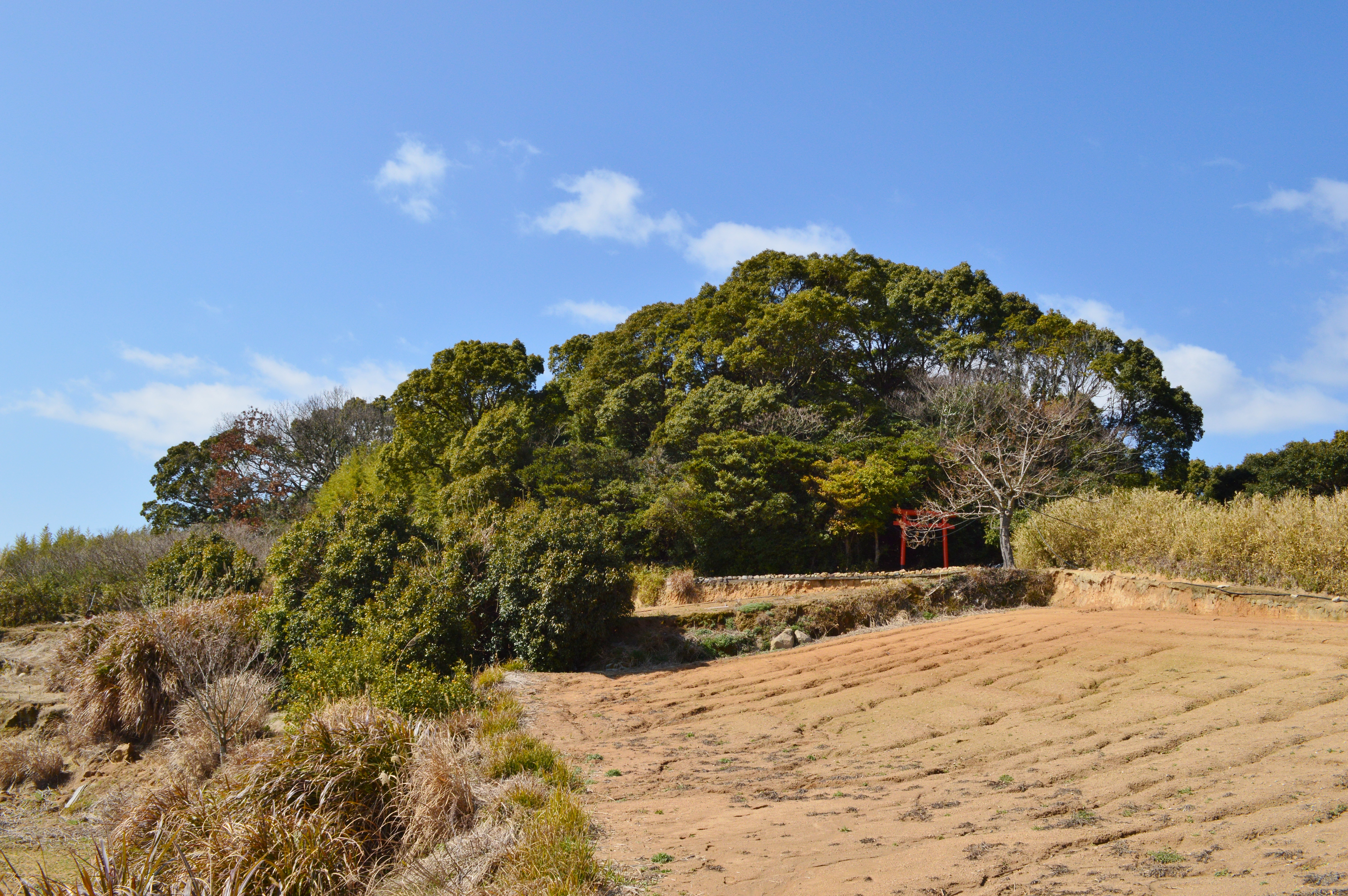
黒島古墳

## 交通
定期航路は存在しない。牛窓港または前島などからチャーター船（約10分）を利用する必要がある。島民は自家用船を使用している。